# Ångermanlands norra domsagas tingslag
Ångermanlands norra domsagas tingslag var ett tingslag i Västernorrlands län som omfattade den nordöstra delen av landskapet Ångermanland (omkring en tredjedel av hela landskapet) inom nuvarande Örnsköldsviks kommun. År 1934 hade tingslaget 47 663 invånare på en yta av 6 763 km², varav land 6 414.
Tingslaget bildades år 1930 när de två tidigare tingslagen Nätra och Själevads och Arnäs slogs samman.  Tingslaget upplöstes 1971 och övergick i Örnsköldsviks domsaga som 2002 uppgick i Ångermanlands domsaga.
Tingslaget ingick i Ångermanlands norra domsaga.

## Ingående områden

### Socknar
Ångermanlands norra domsagas tingslag omfattade elva socknar.

Hörde till 1930 till  Själevads och Arnäs domsagas tingslag
- Arnäs
- Björna
- Gideå
- Grundsunda
- Mo
- Själevad
- Trehörningsjö

Hörde till 1930 till Nätra tingslag
- Anundsjö
- Nätra
- Sidensjö
- Skorped

Örnsköldsviks stad hade egen jurisdiktion med rådhusrätt innan den 1938 kom att ingå i detta tingslag.

### Kommuner (från 1952)
- Anundsjö landskommun
- Arnäs landskommun (uppgick den 1 januari 1963 i Örnsköldsviks stad)
- Björna landskommun
- Gideå landskommun
- Grundsunda landskommun
- Mo landskommun (uppgick 1 januari 1963 i Själevads landskommun)
- Nätra landskommun
- Själevads landskommun
- Trehörningsjö landskommun
- Örnsköldsviks stad